# Amplitude administrativa

## Conceito
Amplitude administrativa, também denominada amplitude de controle ou amplitude de comando refere-se ao número de funcionários que um administrador consegue dirigir com eficiência e eficácia . 
Essa amplitude está relacionada diretamente ao número de níveis hierárquicos de uma organização e a configuração geral de sua estrutura organizacional (centralização). Quanto maior a amplitude administrativa, menor será a quantidade de níveis hierárquicos de uma empresa, o que produzirá uma estrutura organizacional achatada e dispersa horizontalmente. Já uma amplitude administrativa menor aumentará a quantidade de níveis hierárquicos e produzirá uma estrutura organizacional alta e alongada .  

## Fatores que influenciam a amplitude administrativa
Diversos fatores influenciam na amplitude administrativa de uma organização, os quais podem ser divididos em quatro grupos: características do chefe, características dos subordinados, características organizacionais e natureza das tarefas a serem realizadas.
Alguns desses fatores podem ser visualizados abaixo:
- Características do chefe: obrigações pessoais; capacidade pessoal do chefe em lidar com os subordinados; capacidade profissional do chefe;  tipo de liderança existente; possibilidade das restrições pessoais à amplitude administrativa;
- Características dos subordinados: capacidade dos subordinados em se relacionar com seus pares; capacidade profissional dos subordinados; grau de motivação existente; possibilidade das restrições pessoais à amplitude administrativa;
- Características organizacionais: grau de estabilidade interna da empresa; nível de delegação de autoridade aceitável na empresa; nível de utilização de assessores; o estágio de interdependência das unidades organizacionais; grau e o tipo de coordenação exercida; grau e o tipo de controle exercido;
- Natureza das tarefas a serem realizadas: grau de clareza, comunicação e aceitação dos objetivos; grau de definição, simplicidade e repetitividade das atividades dos subordinados;

| Amplitude de controle menor           | Amplitude de controle maior           |
| ------------------------------------- | ------------------------------------- |
| Trabalho criativo e inovador          | Trabalho rotineiro e previsível       |
| Tarefas diversificadas                | Tarefas similares                     |
| Dispersão física das pessoas          | Concentração física das pessoas       |
| Necessidade de orientação             | Pessoal treinado e preparado          |
| Ausência de regras e procedimentos    | Regras e procedimentos                |
| Poucos sistemas de suporte            | Sistemas de apoio e suporte           |
| Muitas atividades não-administrativas | Poucas atividades não-administrativas |
| Preferências pessoais                 | Preferências impessoais               |
| Custo administrativo maior            | Custo administrativo menor            |

## Amplitude administrativa ótima
Qual seria a quantidade ótima de funcionários que um executivo conseguiria dirigir com eficiência? Essa pergunta é importante porque vai determinar o número de níveis hierárquicos que uma empresa terá. Considerando tudo o mais estável, quanto maior amplitude ,acredita-se que  mais eficiente será a organização. Podemos analisar isso no exemplo:
“Imaginemos duas organizações, cada qual com cerca de 4.100 operários. Se uma tiver uma amplitude uniforme de quatro e a outra de oito, a amplitude maior gerará dois níveis a menos, com quase 800 executivos a menos. Se o salário médio de cada executivo for de 50 mil dólares anuais, maior amplitude resultará em economia de 40 milhões de dólares por ano! Obviamente, as amplitudes maiores são mais eficientes em termos de custos; contudo , depois de certo ponto, a amplitude grande começa a reduzir a eficácia. Quando a amplitude se torna grande demais o desempenho dos funcionários é prejudicado pois os chefes não têm mais tempo para oferecer o apoio e a liderança necessários a todos”.
Joseph Litterer (1970:97) considera como amplitude ótima “o número de quatro, bem como apresenta duas recomendações básicas: que sejam usadas todas as relações possíveis e que o chefe esteja envolvido no supervisionamento de todas essas relações”.
Graicunas, citado em Gullick e Unwick (1975: 183), afirma o número de relação potencial entre os chefes e subordinados pode ser calculado por meio da fórmula:
R= N*[(2^N/2)+(N-1)]
Onde:
R = número de relações 
N = número de subordinados designados para o grupo de comando do chefe.
Esse cálculo presume que os chefes tenham que lidar com três tipos de relação:
1. singular direta: o chefe com cada um dos subordinados individualmente
2. grupal direta: o chefe com cada permutação dos funcionários
3. cruzadas: quando  os subordinados interagem

Pode-se perceber no quadro abaixo que o número de relação ("R") aumenta geometricamente, ao mesmo tempo em que o número de subordinados ("N") aumenta aritmeticamente. 
Relação possível pela fórmula de Graicunas:
| Número de subordinados | Número de relações |
| ---------------------- | ------------------ |
| 1                      | 1                  |
| 2                      | 6                  |
| 3                      | 18                 |
| 4                      | 44                 |
| 5                      | 100                |
| 6                      | 222                |
| 7                      | 490                |
| 8                      | 1.080              |
| 9                      | 2.376              |
| 10                     | 5.210              |
| 11                     | 11.374             |
| 12                     | 24.708             |
| ...                    | ...                |
| 18                     | 2.359.602          |

Apesar disso, não existe uma amplitude perfeita, pois o ambiente e situação da organização devem ser levados em conta.

## Problemas gerados pela amplitude administrativa inadequada
Os principais problemas que podem ocorrer em meio a uma situação na qual o número de subordinados é maior do que a amplitude de controle seriam:
- perda de controle;
- desmotivação;
- ineficiência de comunicações;
- decisões demoradas e mal estruturadas;
- queda no nível de qualidade do trabalho.

Já quando o número de subordinados é menor do que a amplitude de controle os principais problemas seriam:
- ociosidade da capacidade do chefe;
- maiores custo administrativo;
- falta de delegação;
- desmotivação;
- pouco desenvolvimento dos subordinados.

## A tendência atual
A tendência atual nas organizações é de amplitudes maiores, ou seja, achatar e comprimir a estrutura organizacional, a fim de aproximar a base da cúpula e melhorar as comunicações  .Isso esta ocorrendo também por causa dos esforços de redução de custos, corte de “gorduras”, agilização do processo decisório, aumento de flexibilidade, aproximação dos clientes e autonomia dos funcionários.